# Michael Morgan (roer)
Michael Dennis Morgan (født 19. december 1946 i Sydney) er en australsk tidligere roer.
Duval var en del af den australske otter, der vandt sølv ved OL 1968 i Mexico City, Mexico. Australierne fik sølv efter en finale, hvor Vesttyskland sikrede sig guldmedaljerne, mens Sovjetunionen vandt bronze. Den øvrige besætning i den australske båd var Alf Duval, Joe Fazio, Peter Dickson, David Douglas, John Ranch, Gary Pearce, Bob Shirlaw og styrmand Alan Grover.
Han var også med i otteren ved OL 1972 i München, hvor australierne sluttede på ottendepladsen.

## OL-medaljer
- 1968:  Sølv i otter